# Pukovac
Pukovac (en serbe cyrillique : Пуковац) est une localité de Serbie située dans la municipalité de Doljevac, district de Nišava. Au recensement de 2011, elle comptait 3 852 habitants.
Pukovac est officiellement classé parmi les villages de Serbie.

## Démographie

### Évolution historique de la population
| 1948  | 1953  | 1961  | 1971  | 1981  | 1991  | 2002  | 2011  |
| ----- | ----- | ----- | ----- | ----- | ----- | ----- | ----- |
| 3 404 | 3 694 | 3 908 | 4 065 | 4 186 | 4 215 | 3 956 | 3 852 |

|  |